# Alfredo Núñez de Borbón
Alfredo Núñez de Borbón (* 8. August 1908 in Mexiko-Stadt; † 10. Dezember 1979 ebenda) war ein mexikanischer Geiger und Komponist.
Núñez begann als Kind Geige zu spielen und studierte am Conservatorio Nacional de Mexico Solfège bei Estanislao Mejía, Violine bei José Rocabruna und Klavier bei Pedro Luis Ogazón. Im Alter von siebzehn Jahren unternahm er mit dem Orchester von Miguel Lerdo de Tejada eine Reise nach Atlanta. Von dort ging er nach New York, wo er seine musikalische Ausbildung fortsetzte und seinen Lebensunterhalt als Stummfilmpianist und -organist verdiente. Er trat mit der Band Ruso Gitano auf, spielte mit einem eigenen Orchester auf einem deutschen Transatlantikschiff, im Hotel Beverly Terrace und wurde von Sam Getz für den Club Mirador engagiert.
Längere Zeit begleitete er die mit dem Schauspieler Arcady Boytler verheiratete Sängerin Lyna Boytler und erhielt mit ihr einen Vertrag beim mexikanischen Rundfunksender XEW. Er wurde dann Mitarbeiter des Senders, wirkte in Programmen wie La Hora Azul, Medias Kaiser, Mueblería Nueva und Joyería La Princesa mit und begleitete bei Auftritten Agustín Lara und Gabilondo Soler auf der Geige. Als Komponist trat er mit Liedern, Boleros, Pasodobles und Rancheras hervor und wurde als "El Caballero Mexicano de la Canción Romántica" bekannt. Als Mitbegründer der Sociedad de Autores y Compositores de Música (SACM) zeichnete ihn die Gesellschaft 1971 mit einer Urkunde aus. Im gleichen Jahr erhielt er Preise der Promotora Hispanoamericana de Música (PHAM) der Editorial Mexicana de Música Internacional. 1972 wurde er mit der Medaille des Festival Internacional Agustín Lara ausgezeichnet.